# Neoanagraphis pearcei
Neoanagraphis pearcei är en spindelart som beskrevs av Willis J. Gertsch 1941. Neoanagraphis pearcei ingår i släktet Neoanagraphis och familjen månspindlar. Inga underarter finns listade i Catalogue of Life.